# Friedrich Ludwig Windel
Friedrich Ludwig Windel (* 23. Juni 1772 in Pyrmont; † 25. Juni 1830 ebenda) war ein deutscher Kaufmann und waldeckischer Abgeordneter.

## Leben
Windel war der Sohn des Kaufmanns Johann Georg Windel und dessen Ehefrau Christiane geborene Bömers (1743–1785). Windel war evangelisch und heiratete im November 1796 in Stadthagen Dorothea (genannt Doris) Christiane Bömers (* 20. Juni 1777 in Stadthagen; † 6. Mai 1852 in Pyrmont), eine Cousine, die Tochter des Kaufmanns, Senators und später Kämmerers in Stadthagen, Wilhelm Bömers (* 19. April 1742 in Stadthagen; † 15. Juli 1815 ebenda) und der Catharina Dorothea Wedemeier (* 7. August 1750 in Hagenburg; † 13. Juni 1843 in Stadthagen). Der gemeinsame Sohn war Adolph Windel.
Windel lebte als Kaufmann in Pyrmont. 1806 und 1814 wurde er als „vornehmer“ Kaufmann in Pyrmont bezeichnet.
Am 28. Januar 1814 erließ Fürst Georg Heinrich eine Verfassung, das Organisationsedikt. In dieser Verfassung vollzog Georg Heinrich die staatsrechtliche Vereinigung des Fürstentums Waldeck mit Pyrmont und wies an, dass nun auch vier Mitglieder aus Pyrmont den waldeckischen Landständen beigeordnet werden sollten. Zwei davon sollten Gutsbesitzer sein, einer aus dem Gewerbestand kommen und einer sollte ein Vertreter des Gelehrtenstandes sein. Windel wurde als Vertreter des Gewerbestands gewählt und nahm vom 13. Februar bis zum 3. Juli 1814 als Landstand am Landtag teil. Da Teil des Ergebnisses der Landtagsberatungen war, dass künftig keine Abgeordneten aus Pyrmont mehr bestimmt werden sollten, endete seine Funktion als Landstand mit dem Abschluss der Beratungen.